# Cortachy Castle

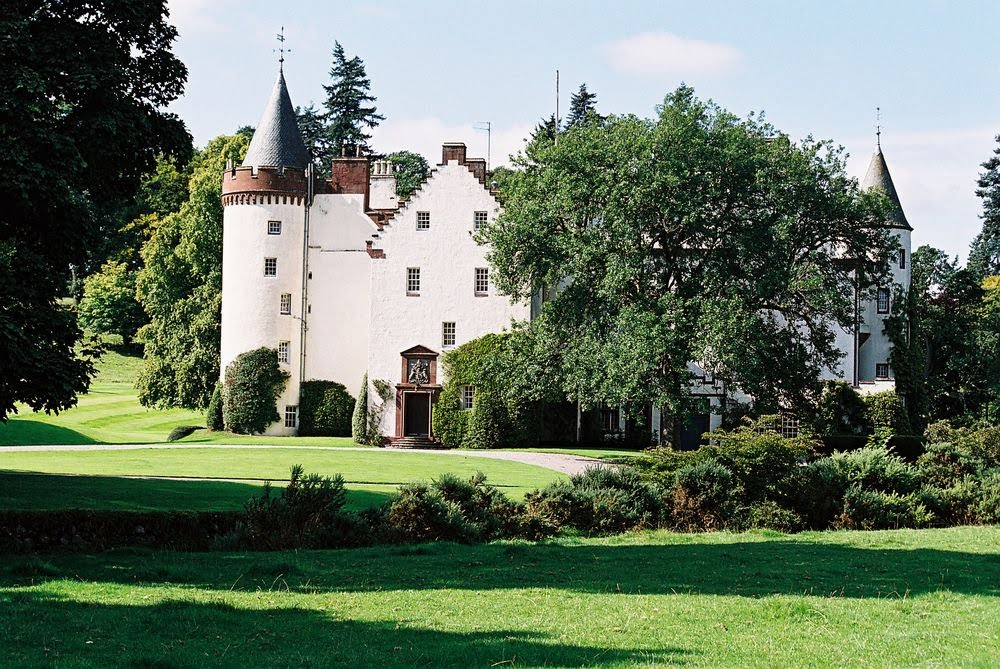
Cortachy Castle

Cortachy Castle is een kasteelachtig landhuis in Cortachy, Angus in Schotland, zo'n zes kilometer ten noorden van Kirriemuir.

## Geschiedenis
Het huidige gebouw stamt uit de vijftiende eeuw, maar voorafgegaan door een gebouw dat in bezit was van de graven van Stratheam.
In 1473 werd het verworven door de familie Ogilvie, die het in de zeventiende en negentiende eeuw sterk verbouwden. Een deel van het gebouw werd in 1883 door brand zwaar beschadigd, maar dit werd de volgende twee jaar volledig herbouwd.

## De Tamboer van Cortachy
De legende wil dat er een tamboer rondwaart op Cortachy Castle. Er zijn verschillende versies van het verhaal, maar hij wordt geacht de dood van een lid van de familie Ogilvie, de graaf van Airlie, of de eigenaren van het kasteel aan te kondigen. Hij zou ruim 2,5 m lang zijn, en bij tijd en wijle begeleid worden door spookachtige doedelzakmuziek. De legende voert ten minste terug tot de negentiende eeuw en de dood van de veertiende graaf van Airlie. Als hij verschijnt zou hij een taptoe spelen.
Men denkt dat hij de geest van een trommelaar van de familie Carlisle, die uit een raam van de hoge toren uit het kasteel gegooid is, nadat hij de jaloezie opgewekt had van de toenmalige Lord. Er zijn echter versies van het verhaal waarin gezegd wordt dat hij een boodschapper van een gehaat clanhoofd was, of dat hij opzettelijk vergat het kasteel te waarschuwen voor een ophanden zijnde aanval. In alle versies werd hij in zijn trommel gepropt voordat hij van de toren afgegooid werd.
De beroemdste verschijning van de Tamboer was in 1844, toen Lady Airlie (of in andere versies haar gasten) het getrommel hoorde. Later schreef ze op haar sterfbed dat ze geweten had dat de Tamboer voor haar gekomen was.
Sinds in 1900 de graaf van Airlie tijdens de Boerenoorlog omkwam is de Tamboer niet meer gehoord of gezien.